# Michel Cornelisse
Michel Cornelisse (Amsterdam, 24 december 1965) is een voormalig Nederlands wielrenner. Hij won een behoorlijk aantal grote en middelgrote wedstrijden. Anno 2021 is hij ploegleider van de Belgische ploeg Alpecin-Fenix.

## Biografie
Michel Cornelisse komt uit een wielerfamilie: zijn vader Henk en oom Rink zijn ook enkele jaren prof geweest. Hij werd zelf beroepswielrenner in 1987. Al eerder, in 1982, won hij het Circuit du Port de Dunkerque. 
Hij werd prof bij het Nederlandse Superconfex-Yoko. Hij won in 1987, zijn eerste profjaar, de Ster van Zwolle en in Roeselare was hij ook de beste. Het jaar erop rijdt hij een goede Ster van Bessèges en wint hij de Omloop der Vlaamse Ardennen. Als hij in 1989 de Ronde van Luxemburg op zijn naam schrijft, lijkt zijn doorbraak naar de top nabij. Toch lukt het hem niet om die laatste stap te maken. Hij rijdt in 1990 voor de Belgische La William-Saltos. Hoewel hij in het eerste jaar daar minder succesvol is dan in voorgaande jaren, blijft hij wel bij die ploeg.
In het volgende jaar, 1991, wint hij naast de Grote 1 mei Prijs ook een reeks aan andere koersen in België, en rijdt hij ook veel tweede en derde plaatsen bij elkaar. In 1992 zet hij die lijn door in grotere koersen. Zo wint hij de zevende etappe in de Ronde van Zweden. In de Ronde van de Middellandse Zee zegeviert hij in de vierde etappe. Verder wordt hij dat jaar derde in de Scheldeprijs Vlaanderen. In 1993 is zijn grootste overwinning de Nokere Koerse. Verder wint hij voor de tweede keer de Ster van Zwolle, wordt tweede in de Omloop der Vlaamse Ardennen en boekt een aantal kleinere overwinningen. De tweede plaats in de Omloop der Vlaamse Ardennen viel hem zuur. Niko Eeckhout had zijn koers geheel afgestemd op die van Cornelisse, die favoriet was. De toen nog neo-prof Eeckhout won verrassend de spurt van Cornelisse; dit was Eeckhouts eerste profzege.
In 1994 maakt Cornelisse de overstap naar het Nederlandse TVM-Bison Kit. Een erg succesvol jaar werd het niet. Wel won hij opnieuw wat kleinere koersen, maar een grote overwinning was er niet bij, al was hij er met een tweede plaats in Nokere Koerse dichtbij. Het jaar erop zit er nog minder in het vat. Cornelisse wint slechts één wedstrijd en wordt tweede in de GP de Denain. In 1996 is dat heel anders. Nadat hij derde was geworden in Nokere Koerse en hij voor de tweede maal de Grote 1 mei Prijs won, reed hij een goede Ronde van Oostenrijk. In de tweede etappe werd hij nog tweede in een sprint, maar in de vierde etappe was hij de snelste. Ondanks zijn goede jaar moest hij voor het jaar 1997 overstappen naar een kleinere ploeg, Foreldorado-Golff.
Dat bleek niet erg succesvol. In de Ronde van Zweden was hij eenmaal dicht bij een etappezege en verder behaalde hij nog een aantal podiumplaatsen in kleinere koersen, maar geen overwinning. In 1998 maakte hij de overstap naar het Belgische Spar-RDM. Bij die ploeg wint hij meteen weer twee koersen. In 1999 behaalde hij zijn laatste zeg als prof, in Wetteren. In zijn laatste jaar als prof, 2000, haalde hij nog eenmaal het podium, in het dernycriterium van Epe.
In 2009 werd hij ploegleider bij Vacansoleil. In 2014 tekende Michel Cornelisse een contract voor 2015 als ploegleider bij de Zuid-Afrikaanse wielerploeg MTN-Qhubeka. Cornelisse vervulde vervolgens dezelfde rol bij Vacansoleil-DCM en in 2016 maakte hij de overstap naar Roompot, waar hij deel uitmaakt van de begeleidingsstaf. Zijn contract is verlengd tot eind 2018. Sinds 2019 is hij ploegleider van de Belgische ploeg Corendon-Circus.

## Belangrijkste overwinningen
1987
- Ster van Zwolle

1988
- Omloop der Vlaamse Ardennen-Ichtegem

1989
- Eindklassement Ronde van Luxemburg

1992
- 7e etappe Ronde van Zweden
- 4e etappe Ronde van de Middellandse Zee

1993
- Nokere Koerse
- Ster van Zwolle
- Gullegem Koerse

1996
- 4e etappe Ronde van Oostenrijk
- Gullegem Koerse

1997
- 1e en 2e etappe Teleflex Tour

## Resultaten in voornaamste wedstrijden
| Jaar | Gent-Wevelgem | Parijs-Roubaix | Kuurne-Brussel-Kuurne | Parijs-Brussel |
| ---- | ------------- | -------------- | --------------------- | -------------- |
| 1988 |               | 68e            |                       |                |
| 1989 |               | 55e            |                       |                |
| 1990 |               |                |                       |                |
| 1991 | 21e           |                | 5e                    | 111e           |
| 1992 |               |                |                       |                |
| 1993 |               |                |                       |                |
| 1994 | 92e           |                |                       |                |
| 1995 |               | 65e            |                       | 12e            |
| 1996 |               |                | 28e                   |                |
| 1997 |               |                |                       |                |
| 1998 | opgave        |                |                       |                |